# IIHF Inlinehockey-Weltmeisterschaft 2015
Die 19. IIHF Inlinehockey-Weltmeisterschaft wurde vom 5. Juni bis zum 11. Juli 2015 in Tampere, Finnland ausgetragen. Damit fand zehn Jahre nach 2005 zum zweiten Mal eine Weltmeisterschaft in Finnland statt.

## Austragungsort
| \| Tampere \|                        |
| Austragungsort der Weltmeisterschaft |
| Tampere                              |

| Tampere |

## Qualifikation

### Europa
| 4. Juli 2014 17:00 | Israel | 10:8 (1:1, 4:1, 0:5, 5:1) | Serbien | Sofia, Bulgarien |

| 4. Juli 2014 21:00 | Bulgarien | 6:3 (2:0, 1:0, 1:1, 2:2) | Mazedonien | Sofia, Bulgarien |

| 5. Juli 2014 17:00 | Israel | 14:6 (5:3, 2:1, 1:2, 6:0) | Mazedonien | Sofia, Bulgarien |

| 5. Juli 2014 21:00 | Serbien | 3:4 n. V. (2:0, 0:0, 1:2, 0:0, 0:1) | Bulgarien | Sofia, Bulgarien |

| 6. Juli 2014 11:00 | Mazedonien | 4:16 (2:4, 1:3, 0:4, 1:5) | Serbien | Sofia, Bulgarien |

| 6. Juli 2014 13:00 | Bulgarien | 8:1 (0:0, 1:0, 3:0, 4:1) | Israel | Sofia, Bulgarien |

| Pl. |                | Sp | S | OTS | OTN | N | Tore  | Punkte |
| 1.  | Bulgarien      | 3  | 2 | 1   | 0   | 0 | 18:07 | 8      |
| 2.  | Israel         | 3  | 2 | 0   | 0   | 1 | 25:22 | 6      |
| 3.  | Serbien        | 3  | 1 | 0   | 1   | 1 | 27:18 | 4      |
| 4.  | Nordmazedonien | 3  | 0 | 0   | 0   | 3 | 13:36 | 0      |

| Qualifiziert für die Division I: | Bulgarien |

### Rest der Welt
| 19. November 2014 21:00 | Chile | 2:9 (1:2, 1:4, 0:3, 0:0) | Hongkong | Buenos Aires, Argentinien |

| 20. November 2014 21:00 | Hongkong | 2:5 (0:3, 2:0, 0:1, 0:1) | Argentinien | Buenos Aires, Argentinien |

| 21. November 2014 21:00 | Argentinien | 7:0 (2:0, 2:0, 1:0, 2:0) | Chile | Buenos Aires, Argentinien |

| Pl. |             | Sp | S | OTS | OTN | N | Tore  | Punkte |
| 1.  | Argentinien | 2  | 2 | 0   | 0   | 0 | 12:02 | 6      |
| 2.  | Hongkong    | 2  | 1 | 0   | 0   | 1 | 11:07 | 3      |
| 3.  | Chile       | 2  | 0 | 0   | 0   | 2 | 02:16 | 0      |

| Qualifiziert für die Division I: | Argentinien |

## Top-Division

### Teilnehmer
Am Turnier nahmen die besten sieben Mannschaften der Vorjahres-Weltmeisterschaft sowie der Sieger des Turniers der Division I des Vorjahres teil:
| Europa      | Deutschland | Finnland | Schweden | Slowakei | Slowenien | Tschechien |
| Nordamerika | Kanada      | USA      |          |          |           |            |

Gruppeneinteilung
Die Gruppeneinteilung der Vorrunde wurde nach den Ergebnissen der Vorjahres-Weltmeisterschaft festgestellt. Der Aufsteiger aus der Division I nimmt den Platz des Absteigers ein.
| Gruppe A       | Gruppe B        |
| Finnland (1)   | Kanada (2)      |
| Schweden (4)   | USA (3)         |
| Tschechien (5) | Deutschland (6) |
| Slowenien (8)  | Slowakei (7)    |

* In Klammern ist das jeweilige Vorjahresergebnis angegeben.

## Division I

### Teilnehmer
Am Turnier nahmen die besten sechs Mannschaften der Division I der Vorjahres-Weltmeisterschaft sowie die Sieger der Qualifikation teil:
| Europa     | Bulgarien   | Großbritannien | Kroatien | Lettland | Österreich | Ungarn |
| Südamerika | Argentinien |                |          |          |            |        |
| Ozeanien   | Australien  |                |          |          |            |        |

Gruppeneinteilung
Die Gruppeneinteilung der Vorrunde wurde nach den Ergebnissen der Vorjahres-Weltmeisterschaft festgestellt.
| Gruppe C           | Gruppe D         |
| Großbritannien (9) | Australien (10)  |
| Lettland (12)      | Kroatien (11)    |
| Österreich (13)    | Ungarn (14)      |
| Bulgarien (16)     | Argentinien (15) |

* In Klammern ist das jeweilige Vorjahresergebnis angegeben.